# Anne Briand
Anne Briand (Mulhouse, 2 de junio de 1968) es una deportista francesa que compitió en biatlón.
Participó en tres Juegos Olímpicos de Invierno, entre los años 1992 y 1998, obteniendo en total tres medallas: oro en Albertville 1992 y plata y bronce en Lillehammer 1994. Ganó siete medallas en el Campeonato Mundial de Biatlón entre los años 1993 y 1996, y dos medallas en el Campeonato Europeo de Biatlón de 1995.

## Palmarés internacional
| Juegos Olímpicos   | Juegos Olímpicos        | Juegos Olímpicos  | Juegos Olímpicos |
| Año                | Lugar                   | Medalla           | Prueba           |
| ------------------ | ----------------------- | ----------------- | ---------------- |
| 1992               | Albertville (Francia)   | Medalla de oro    | Relevos          |
| 1994               | Lillehammer (Noruega)   | Medalla de plata  | Individual       |
| 1994               | Lillehammer (Noruega)   | Medalla de bronce | Relevos          |
| Campeonato Mundial |                         |                   |                  |
| Año                | Lugar                   | Medalla           | Prueba           |
| 1993               | Borovets (Bulgaria)     | Medalla de oro    | Equipo           |
| 1993               | Borovets (Bulgaria)     | Medalla de plata  | Relevos          |
| 1995               | Anterselva (Italia)     | Medalla de oro    | Velocidad        |
| 1995               | Anterselva (Italia)     | Medalla de plata  | Relevos          |
| 1995               | Anterselva (Italia)     | Medalla de bronce | Equipo           |
| 1996               | Ruhpolding (Alemania)   | Medalla de plata  | Relevos          |
| 1996               | Ruhpolding (Alemania)   | Medalla de bronce | Equipo           |
| Campeonato Europeo |                         |                   |                  |
| Año                | Lugar                   | Medalla           | Prueba           |
| 1995               | Grand-Bornand (Francia) | Medalla de oro    | Relevos          |
| 1995               | Grand-Bornand (Francia) | Medalla de bronce | Velocidad        |